# Kristian Høgenhaug
Kristian Høgenhaug né le 31 juillet 1991 à Løgten dans la communauté d'Aarhus, est un triathlète danois, champion d'Europe et du monde de triathlon longue distance. Il est également vainqueur sur compétition Ironman.

## Biographie
Kristian Høgenhaug remporte en 2019, l'Ironman d'Allemagne devant le suisse 
Ruedi Wild.

## Palmarès
Le tableau présente les résultats les plus significatifs (podium) obtenus sur les circuits national et international de triathlon depuis 2017,,.
| Année | Compétition                                           | Pays      | Position           | Temps           |
| ----- | ----------------------------------------------------- | --------- | ------------------ | --------------- |
| 2021  | Championnats du monde de triathlon longue distance    | Pays-Bas  | Médaille d'or      | 7 h 37 min 46 s |
| 2021  | Ironman Allemagne                                     | Allemagne | Médaille d'argent  | 8 h 0 min 17 s  |
| 2019  | Championnat du Danemark de triathlon moyenne distance | Danemark  | Médaille d'argent  | 3 h 50 min 37 s |
| 2019  | Championnats d'Europe de triathlon longue distance    | Pays-Bas  | Médaille d'or      | 7 h 53 min 52 s |
| 2019  | Ironman Hambourg                                      | Allemagne | Médaille d'or      | 8 h 11 min 26 s |
| 2018  | Ironman Copenhague                                    | Danemark  | Médaille d'argent  | 8 h 2 min 53 s  |
| 2017  | Championnat du Danemark de triathlon moyenne distance | Danemark  | Médaille de bronze | 4 h 0 min 27 s  |